# Vanha Porvoontie
Vanha Porvoontie, (en français : ancienne route de Porvoo) est une route du Grand Helsinki en Finlande.

## Présentation
Vanha Porvoontie est une orientée route nord-sud. 
Elle commence à Heikinlaakso à Helsinki, traverse l'est de Vantaa et se termine à Sipoo. 
Sa partie sud, jusqu'à Koivukylänväylä, est parallèle à la Lahdenväylä, à environ un demi-kilomètre à l'ouest de la Lahdenväylä. 
La route a été la route d'Helsinki à Porvoo jusqu'à l'achèvement de l'Uusi Porvoontie dans les années 1930.

## Histoire
À Vantaa et Sipoo, la route est en grande partie un tronçon de l'ancienne route médiévale de Turku à Viipuri ou Route royale. 
Le tronçon a probablement été achevée dès le XIVe siècle. 
Le tronçon commence à Honkanummi, c'est-à-dire à l'intersection de Tikkurilantie à Hakkila, d'où il continue vers le nord à travers Kuninkaanmäki jusqu'à Sipoo. 
À l'intersection de Tikkurilantie, existe encore l'auberge Malmarsin krouvi construite au XVIIIe siècle.
La partie sud de la route Vanha Porvoontie, du Kehä I jusqu'à l'intersection de Suurmetsäntie, a été renommée Tattariharjuntie en 1972.

## Galerie

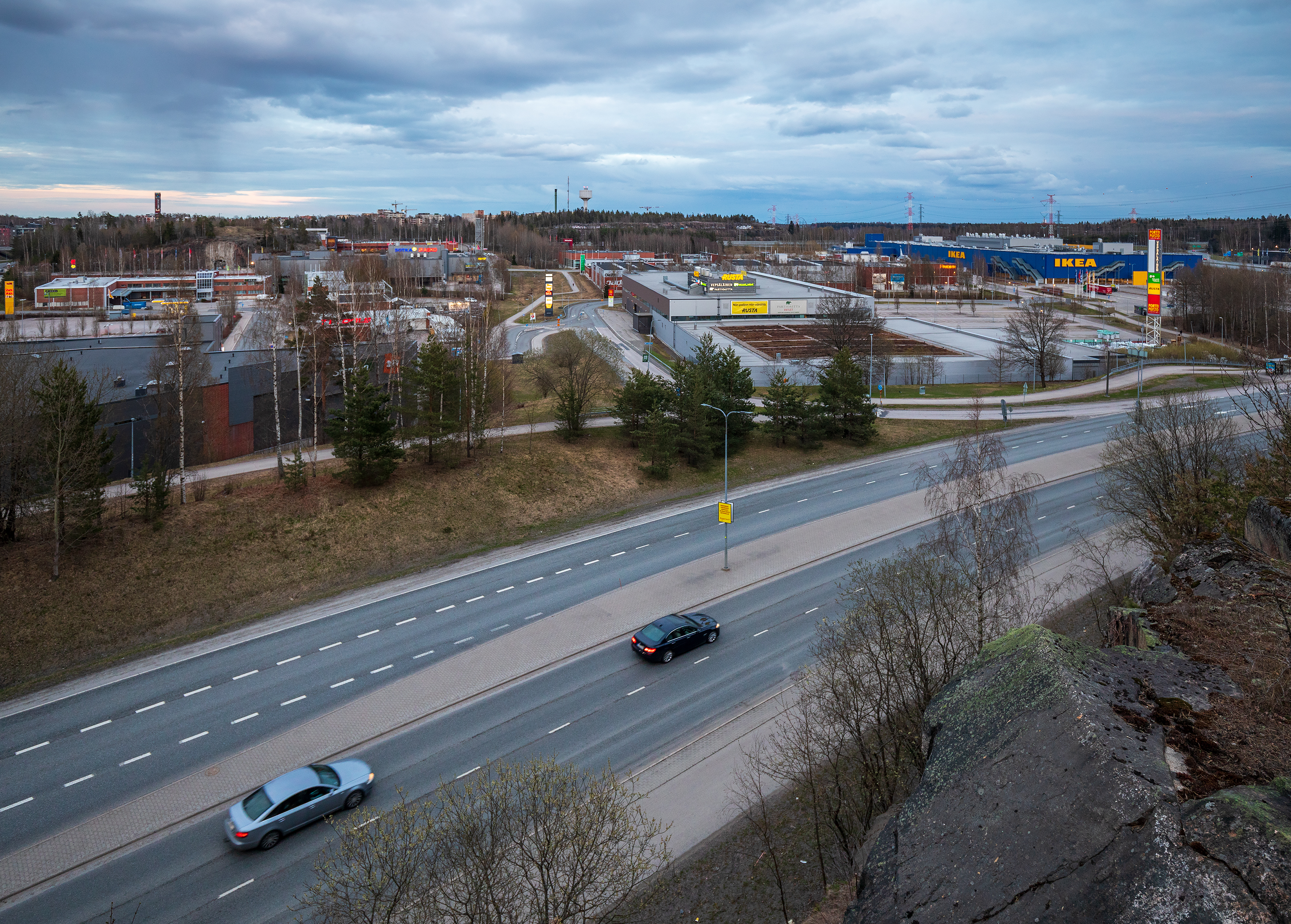
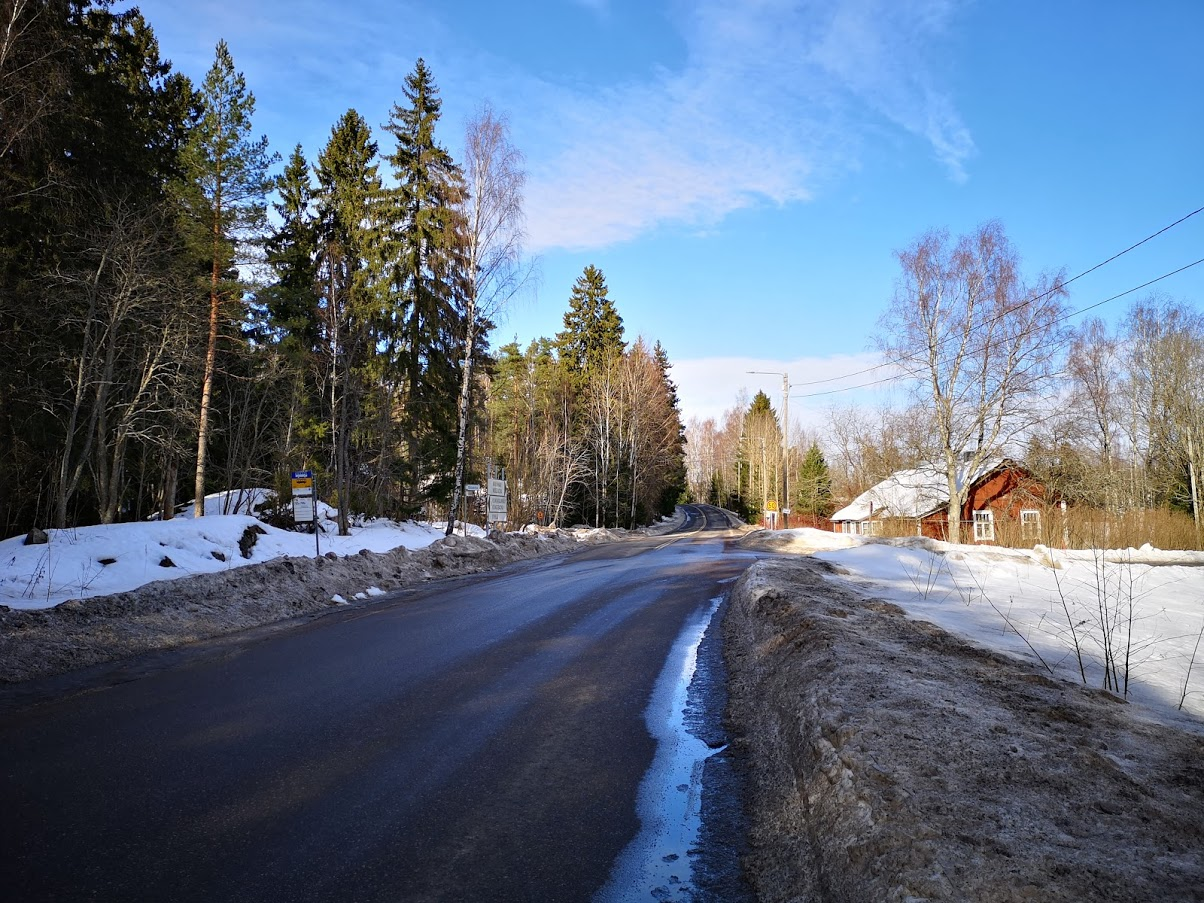
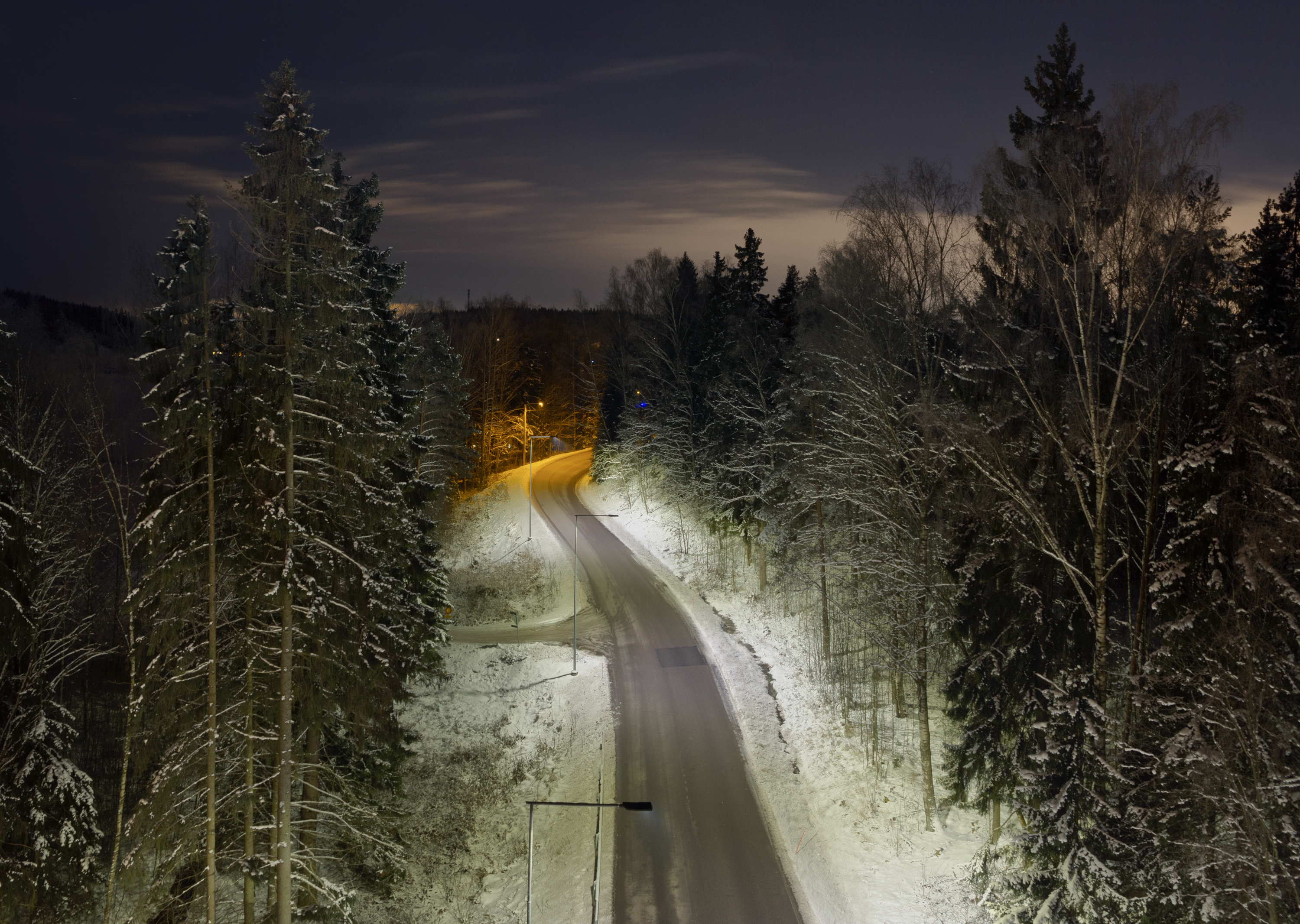